# Tahoua (region)
Tahoua er en af Nigers syv regioner. Den har et areal på 113.371 km², og havde 2.658.099 indbyggere i 2010. Regionens hovedstad er byen Tahoua; Andre byer i regionen er Abalak, Birni-N’Konni, Illéla og Madaoua.
Tahoua grænser mod nordøst til regionen Agadez, mod sydøst til Maradi, mod syd til den nigerianske delstat Sokoto, mod sydvest til de nigerske regioner Dosso og Tillabéri og mod nordvest til regionerne Gao og Kidal i Mali.
Tahoua er inddelt i otte departementer: Keita, Bkonni, Bouza, Illela, Abalak, Madoua, Tahoua og Tchin-Tabaraden.

## Befolkning
Den største befolkningsgruppe i regionen er Hausa med 78 % af befolkningen, efterfulgt af Tuareg med 18 %. Andre folkegrupper i Tahoua er Fulbe med 3 % samt Arabere og Zarma-Songhai med hver 1 %.

## Eksterne kilder og henvisninger
1. ↑  Website des Institut National de la Statistique du Niger, nentet 27. december 2009.

- Wikimedia Commons har flere filer relateret til Tahoua (region)

14°57′N 5°18′Ø / 14.950°N 5.300°Ø